# 延边大学附属医院

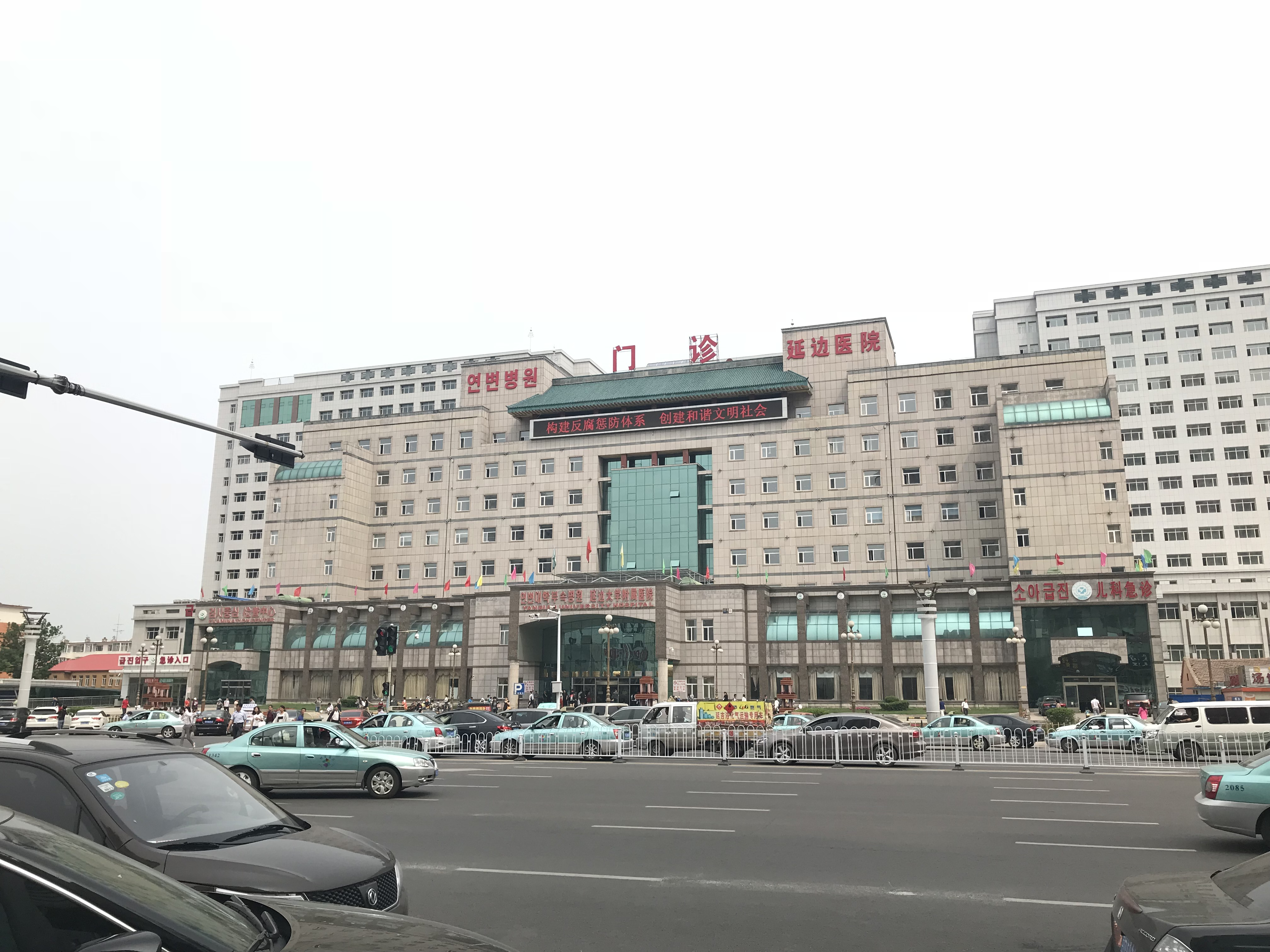
延边大学附属医院门诊楼

延边大学附属医院（中国朝鲜语：／），又称延边医院（中国朝鲜语：／），是隶属于吉林省卫生和计划生育委员会的一所三级甲等医院，附属于延边大学医学部。院址为中国吉林省延边朝鲜族自治州延吉市局子街1327号。延边大学附属医院是延边州唯一一所综合三级甲等医院，是延边地区的中心医院。

## 历史
延边大学附属医院创建于1946年9月20日，其前身为吉林省省立医院，由吉林省卫生厅管理领导。1994年，延边大学附属医院在中国少数民族地区中被中华人民共和国卫生部核定为三级甲等医院，截止目前仍然是延边州唯一一所三等甲级综合医院。1996年，被卫生部评为“爱婴医院”。2012年3月，延边大学附属医院被认证为国家药物临床试验机构。2013年，在吉林省人民政府机构改革中，延边大学附属医院转隶新组建的吉林省卫生和计划生育委员会。

## 现状
延边大学附属医院共设有52个临床科室及医技科室、31个护理单元，拥有2个附属研究所、6个临床医学研究室、23个临床医学教研室、1个医学中心实验室及临床技能培训中心以及1个国家卫计委认证的临床基因扩增检验实验室。延边大学附属医院占地面积约12万平方米，医教研用建筑面积约14.6万平方米，住院床位1100余张。目前，延边大学附属医院是吉林省内人均拥有海归博士最多的医院。现任院长为金哲虎。
延边大学附属医院为许多延边朝鲜族自治州大型活动派出过专门医疗队，其中包括2012年延边朝鲜族自治州成立60周年庆祝大会、2016年延边州十四届人大五次会议和州政协第十二届四次会议等。